# For My Broken Heart
For My Broken Heart (с рус. Для моего разбитого сердца) — шестнадцатый студийный альбом американской певицы Рибы МакИнтайр, выпущенный в 1991 году.

## Об альбоме
For My Broken Heart был записан вскоре после авиакатастрофы, в которой погибли почти все музыканты гастрольного тура певицы. Альбом возглавил кантри чарт Billboard, а также достиг 13-го места в чарте Billboard 200, что стало высокой позицией для кантри-исполнителя того времени.
Альбом получил множество благоприятных отзывов от критиков и имел коммерческий успех с продажами более 5 млн копий в США.

## Список композиций
1. «For My Broken Heart» (Liz Hengber, Keith Palmer) — 4:18
2. «Is There Life Out There» (Susan Longacre, Rick Giles) — 3:52
3. «Bobby» (Reba McEntire, Don Schlitz) — 4:37
4. «He’s in Dallas» (Donny Kees, Richard Ross, Johnny MacRae) — 3:05
5. «All Dressed Up (with Nowhere to Go)» (Lisa Palas, Biff Fink, Ira Rogers) — 3:13
6. «The Night the Lights Went Out in Georgia» (Bobby Russell) — 4:17
7. «Buying Her Roses» (Joe Doyle, Rick Peoples) — 2:52
8. «The Greatest Man I Never Knew» (Richard Leigh, Layng Martine, Jr.) — 3:14
9. «I Wouldn’t Go That Far» (Dana McVicker, Bruce Burch, Vip Vipperman) — 3:26
10. «If I Had Only Known» (Jana Stanfield, Craig Morris) — 4:00